# ソムアッツ・ウォンコムトォン
ソムアッツ・ウォンコムトォン（Som-arch Wongkhomthong, 1950年 - ）タイ王国ナコンサワン県出身の医師、公衆衛生学修士（ハーバード大学）、博士（保健科学）（東京大学）。

## 経歴
1950年タイ中部ナコンサワン県生まれ、8人兄弟の3番目。
中学まで実家で過ごし、タイの有名進学校のトリアムウドムスクサー校入学でバンコクに上京。
日本の奨学金制度で1968年から日本に留学。千葉大学留学生部で3年間日本語とその他学科の補習を受け、その後東京大学医学部入学。医師免許取得後の3年間、東京大学第二外科学講座や日本医科大学救命救急センターで研修し、アメリカ合衆国・ハーバード大学に留学、公衆衛生学修士課程を修了する。
34歳でタイに帰国後はマヒドン大学医学系大学院の講師、同大アセアン健康開発研究所所長などを務め、現在バンコク国際病院の院長。元東京大学医学部教授。